# Erik Magnus Staël von Holstein
Barone Erik Magnus Staël von Holstein (Loddby, 25 ottobre 1749 – Poligny, 9 maggio 1802) è stato un nobile e diplomatico svedese.

## Biografia
Appartenente alla piccola nobiltà svedese, si guadagnò il rispetto e l'amicizia di Gustavo III di Svezia in quanto nominato capitano delle guardie della regina Sofia Maddalena.
Avversato per motivi politici dal diplomatico Hans Axel von Fersen, dato l'ascendente che questi esercitava sul re, fu nominato chargé d'affaires a Parigi e poi ambasciatore in Francia, venendo in questo modo allontanato dalla corte, dove aveva anche avuto un flirt con una delle dame della regina.
Il 21 gennaio 1786 sposò Germaine Necker, più nota come Madame de Staël, figlia del ministro delle finanze Jacques Necker. Da Germaine ebbe cinque figli: Gustava Sophia Magdalena, Gustava Hedvig, Ludvig August, Matthias Albrecht ed Hedvig Gustava Albertina.
Pare che Ludvig August sia stato però frutto di una relazione tra Germaine e Louis-Marie de Narbonne, figlio illegittimo di Filippo I di Parma e Françoise de Chalus; si ritiene che invece Hedvig Gustava Albertina sia figlia di Germaine e Benjamin Constant; ella avrebbe sposato Victor de Broglie.
Richiamato in Svezia nel 1788, venne insignito dell'Ordine dei Serafini; ripartì per la Francia nel 1793, e poi venne nominato ambasciatore a Copenaghen; tornò poi in Francia nel 1797 come ambasciatore nella Repubblica Francese, divenendo ammiratore di Madame Tallien ed amico di famiglia di suo marito Jean-Lambert Tallien.
Morì durante un'escursione alpinistica al confine con la Svizzera cadendo in un crepaccio.